# Mikhail Pulyaev
Mikhaïl Pouliaïev (Russe : Михаил Пуляев, Anglais : Mikhail Pulyaev), né le 22 juin 1987 à Podolsk est un judoka russe de la catégorie des moins de 66 kg.
Il remporte en 2014 le tournoi de Paris, une médaille de bronze aux championnats d'Europe et la médaille d'argent aux championnats du monde.

## Palmarès

### Championnats internationaux
Championnats du monde
- Médaille d'argent aux Championnats du monde de judo 2014
- Médaille d'argent aux Championnats du monde de judo 2015
- Médaille d'argent aux Championnats du monde de judo 2017

Championnats d'Europe
- Médaille de bronze aux Championnats d'Europe de judo 2014
- Médaille de bronze aux Championnats d'Europe de judo 2015

### Circuit IJF
Grand Chelem
- Médaille d'or au Tournoi de Paris en 2014
- Médaille d'or au Tournoi de Bakou en 2016